# 小行星21821
小行星21821（21821 Billryan）是一颗绕太阳运转的小行星，为主小行星带小行星。该小行星于1999年10月19日发现。

## 轨道参数
小行星21821的轨道半长轴为439 763 562km
2.9395960 UA，离心率为0.084。